# Cyberia
Cyberia är ett science fiction-actionäventyrsspel, ursprungligen utgivet till MS-DOS i januari 1994. Det utvecklades av Xatrix Entertainment och utgavs av Interplay Entertainment.

## Handling
Året är 2027 och världen är uppdelad i två maktblock/supermakter, "Free World Alliance" (FWA) i väst och "Cartel" i öst. En spion från FWA beger sig till Sibirien, och upptäcker att man i Cartel utvecklar med ett mystiskt vapen Cyberia Complex. FWA-ledaren William Devlin friger datahackaren Zak från fängelset, och skickar honom på uppdrag för att infiltrera Cartel.